# ميتابايتر

Gau-Mitarbeiter

ميتابايتر (Mitarbeiter)، يعني بالألمانية «زميل العمل»، وكان أيضا يستخدم كرتبة سياسية ولقب في الحزب النازي التي كانت موجودة بين عامي 1933 و1945. كرتبة سياسية، تم إنشاء Mitarbeiter في عام 1933 بعد وصول النازيين إلى السلطة في ألمانيا. التي تعتبر Mitarbeiter، أدنى رتبة سياسية، استبدلت رتبة  Blockleiter، كما تم استخدامها كرتبة موظفين إداريين على مستويات حزب كريسي (مقاطعة) ،وغاو (المنطقة)، ورايخ (الوطنية). 
في عام 1939، تم التخلص التدريجي من الرتبة السياسية Mitarbeiter واستبدالها بعدة وظائف سياسية شبه عسكرية جديدة. بقي مصطلح Mitarbeiter على قيد الحياة كعنوان سياسي بعد ذلك، وتم الإشارة إليه بواسطة شارة خاصة. 